# Breznica (gmina Bujanovac)
Breznica (cyr. Брезница) – wieś w Serbii, w okręgu pczyńskim, w gminie Bujanovac. W 2002 roku liczyła 1362 mieszkańców.